# Zingiber mekongense
Zingiber mekongense är en enhjärtbladig växtart som beskrevs av François Gagnepain. Zingiber mekongense ingår i släktet Zingiber och familjen Zingiberaceae. Inga underarter finns listade i Catalogue of Life.